# Evelin Jahl
Evelin Jahl (dekliški priimek Schlaak), nemška atletinja, * 28. marec 1956, Annaberg-Buchholz, Vzhodna Nemčija.
Nastopila je na poletnih olimpijskih igrah v letih 1976 in 1980, kjer je osvojila dva zaporedna naslova olimpijske prvakinje v metu diska. Na evropskih prvenstvih je leta 1978 osvojila naslov prvakinje. Dvakrat je postavila svetovni rekord v metu diska v letih 1978 in 1980. 